# Eduardo Alejandro López
 Eduardo Alejandro López (Lincoln, Argentina, 16 de junio de 1989) es un futbolista argentino que juega de defensa y que actualmente se encuentra en el Rivadavia de Lincoln.

## Trayectoria

### Rivadavia de Lincoln
Comenzó en las divisiones inferiores de Rivadavia de Lincoln es un club pequeño de fútbol argentino de Lincoln en Provincia de Buenos Aires lugar de donde nació López en aquel equipo conoció a figuras del fútbol argentino como Rolando Schiavi, y tuvo de compañeros a  Juan Bottaro y Guillermo Suárez llegó al club el año 2003 pasando por todas sus categorías. Subió al primer equipo en 2008 debutó por el club el mismo año y anotó su primer gol el 8 de noviembre en un partido por el Torneo Argentino A enfrentando a Deportivo Santamarina al minuto 89' en aquel torneo jugó 13 partidos de la temporada 2008-09. Posteriormente el año 2010 juega 10 partidos por el equipo y marca 2 goles esta vez a Villa Mitre y a Unión de Mar del Plata en total jugando para El Rojo disputó 23 partidos y anotó 3 goles.

### O'Higgins
A comienzos del año 2011 va a probar suerte a Chile, específicamente a O'Higgins club de la ciudad de Rancagua y que participa en la Primera División de Chile en aquel equipo lo recibe el técnico Ivo Basay llegando como jugador a prueba, participó en los partidos amistosos y entrenamientos del equipo demostró su nivel y que quería quedarse, finalmente el club le compró el pase y lo inscribe para el Torneo de Apertura 2011. Debutó el 27 de marzo de 2011 en un partido contra Palestino en el Estadio El Teniente perdiendo por 1-2. Desde ahí se convierte en titular en el equipo jugando la mayoría de los partidos, incluso llegando a una semifinal perdiendo 7-1 contra Universidad de Chile en el Estadio Nacional. El Torneo de Clausura 2011 fue totalmente distinto el técnico que lo trajo renuncia al equipo sin embargo su puesto por izquierda se mantenía a pesar de la llegada de José Cantillana al equipo. Para el Apertura 2012 ocurre lo mismo con la llegada del argentino Eduardo Berizzo y es uno de sus mejores torneos desde que llegó al club con un rendimiento alto que lo llevó a jugar la primera final del club después de 58 años nuevamente contra la "U" en el partido de ida en el Estadio El Teniente marca su primer gol terminando el partido 2-1 en favor de los celestes, la vuelta fue todo distinto aunque empezó ganando con gol de Ramón Fernández finalmente por equivocaciones del árbitro Enrique Osses los azules terminan ganando el partido 2-1 y por penales pierden esa final, el premio de consuelo fue jugar la Copa Sudamericana 2012 después de 21 años sin ir a torneos internacionales. El segundo semestre el equipo tuvo un campeonato irregular no clasificando a play offs. En la copa se enfrentó a Cerro Porteño empatando a 3 en Rancagua y perdiendo 4-0 en Paraguay quedando eliminado del torneo. El Transición 2013 finalizan 4° en la tabla perdiendo la posibilidad de jugar otro torneo internacional por perder en la última fecha con Unión La Calera. El Apertura 2013 fue todo diferente llegan a la última fecha empatados en puntos con Universidad Católica debiendo jugar un partido definitorio en cancha neutral (Estadio Nacional) ganando 1-0 y obteniendo el primer título en la historia del club y además el primero de López en el profesionalismo. El 2014 obtiene su segundo título la Supercopa de Chile. En mayo de 2015 se confirma que no continúa en el elenco celeste después de no ser tenido en cuenta por el técnico Pablo Sánchez poniendo así término a su contrato y a los 5 años que estuvo en el cuadro rancagüino con el cual jugó más de 150 partidos oficiales.

## Clubes
| Club                  | País      | Año           |
| --------------------- | --------- | ------------- |
| Rivadavia de Lincoln  | Argentina | 2008 - 2010   |
| O'Higgins             | Chile     | 2011 - 2015   |
| Cobresal              | Chile     | 2015 - 2016   |
| San Martín de Tucumán | Argentina | 2016          |
| Rivadavia de Lincoln  | Argentina | 2017          |
| Cobresal              | Chile     | 2017          |
| Rivadavia de Lincoln  | Argentina | 2018-presente |

### Estadísticas
| Rivadavia de Lincoln Argentina                                                               |               |     |    |    |    |    |    |     |    |
| 3.ª                                                                                          | 2008-09       | 10  | 1  | 0  | 0  | -- | -- | 10  | 1  |
| 3.ª                                                                                          | 2009-10       | 13  | 2  | 0  | 0  | -- | -- | 13  | 2  |
| Total club                                                                                   | Total club    | 23  | 3  | 0  | 0  | -- | -- | 23  | 3  |
| O'Higgins · Chile                                                                            |               |     |    |    |    |    |    |     |    |
| 1.ª                                                                                          | 2011-A        | 16  | 0  | 3  | 0  | -- | -- | 19  | 0  |
| 1.ª                                                                                          | 2011-C        | 12  | 0  | -- | -- | -- | -- | 12  | 0  |
| 1.ª                                                                                          | 2012-A        | 18  | 1  | 7  | 1  | -- | -- | 25  | 2  |
| 1.ª                                                                                          | 2012-C        | 16  | 0  | 0  | 0  | 2  | 0  | 18  | 0  |
| 1.ª                                                                                          | 2013-T        | 14  | 0  | -- | -- | -- | -- | 14  | 0  |
| 1.ª                                                                                          | 2013-A        | 15  | 1  | 7  | 0  | -- | -- | 22  | 1  |
| 1.ª                                                                                          | 2014-C        | 8   | 1  | 0  | 0  | 3  | 1  | 11  | 2  |
| 1.ª                                                                                          | 2014-A        | 15  | 0  | 4  | 0  | -- | -- | 19  | 0  |
| 1.ª                                                                                          | 2015-C        | 15  | 0  | -- | -- | -- | -- | 15  | 0  |
| 1.ª                                                                                          | Total club    | 129 | 3  | 21 | 1  | 5  | 1  | 155 | 5  |
| Cobresal · Chile                                                                             |               |     |    |    |    |    |    |     |    |
| 1.ª                                                                                          | 2015-A        | 14  | 4  | 5  | 0  | -- | -- | 15  | 4  |
| 1.ª                                                                                          | 2016-C        | 6   | 0  | -- | -- | 4  | -- | 10  | 0  |
| Total club                                                                                   | Total club    | 20  | 4  | 5  | 0  | 4  | 0  | 30  | 4  |
| Total carrera                                                                                | Total carrera | 172 | 10 | 26 | 1  | 9  | 1  | 207 | 12 |
| (1) Incluye datos de Copa Chile. (2) Incluye datos de Copa Libertadores y Copa Sudamericana. |               |     |    |    |    |    |    |     |    |

## Palmarés

### Campeonatos nacionales
| Título             | Club      | País  | Año    |
| ------------------ | --------- | ----- | ------ |
| Primera División   | O'Higgins | Chile | A-2013 |
| Supercopa de Chile | O'Higgins | Chile | 2014   |

### Distinciones individuales
| Distinción                   | Año  |
| ---------------------------- | ---- |
| Medalla Santa Cruz de Triana | 2014 |